# Zestrzelenie F-117

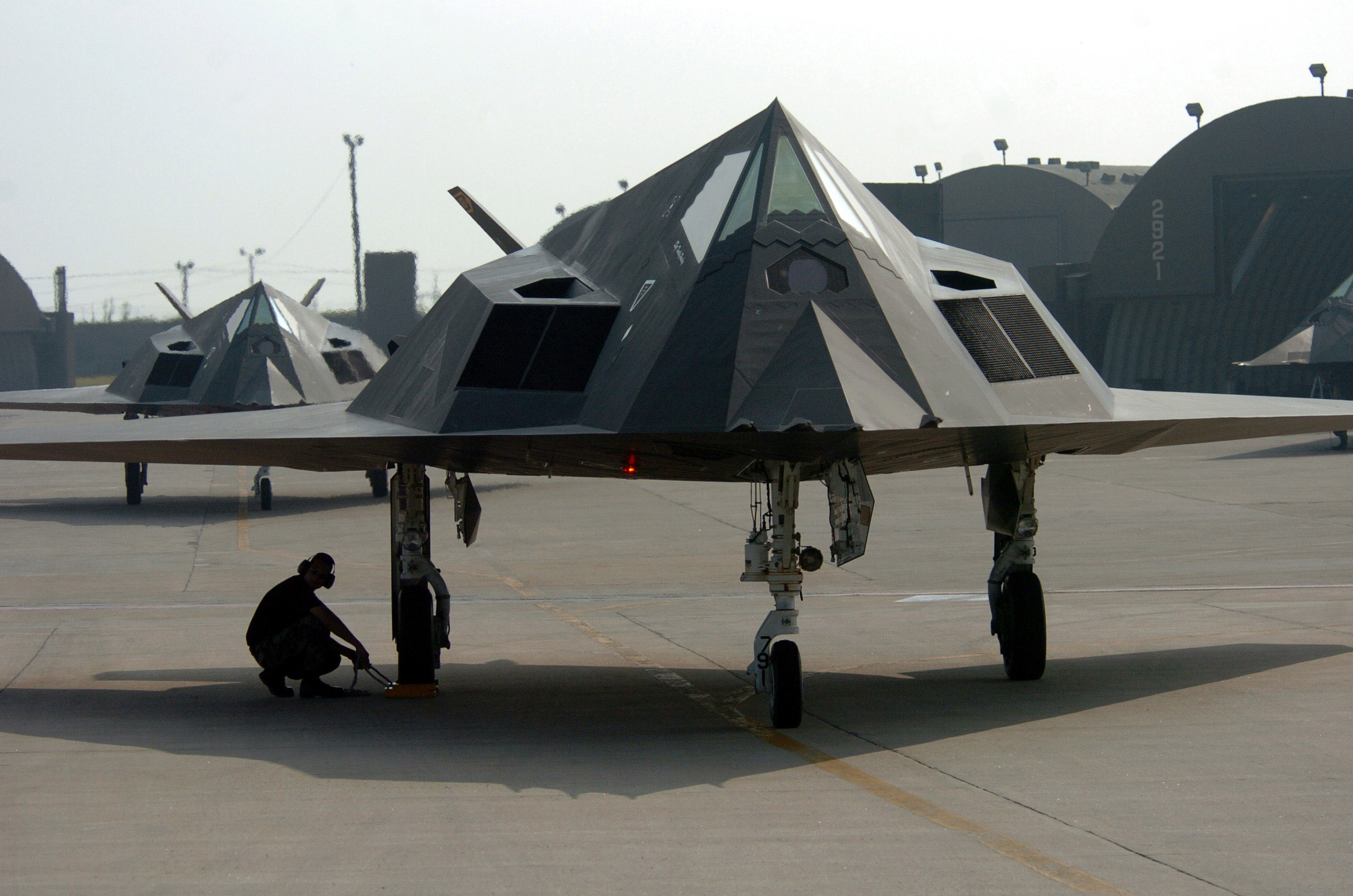
F-117

Zestrzelenie F-117 – wydarzenie, które nastąpiło w 1999 roku podczas natowskiej operacji „Allied Force” nad Federalną Republiką Jugosławii. Jest jak do tej pory jedynym potwierdzonym wypadkiem utraty przez NATO samolotu trudno wykrywalnego podczas lotu bojowego, które nastąpiło na skutek działań przeciwnika. Amerykański F-117 (nr AF 82 806) został zestrzelony w czwartym dniu operacji, 27 marca 1999 roku. Zestrzelenia dokonała bateria pocisków systemu S-125 Newa z 3. dywizjonu 250. brygady jugosłowiańskiej obrony przeciwlotniczej, dowodzona przez pułkownika Zoltana Daniego. Maszyna rozbiła się na polach pod miejscowością Buđanovci koło Rumy (48 kilometrów na północny zachód od Belgradu). Pilot katapultował się i został uratowany w operacji ratowniczej amerykańskiego oddziału Combat Search and Rescue.

## „Niewidzialny” F-117

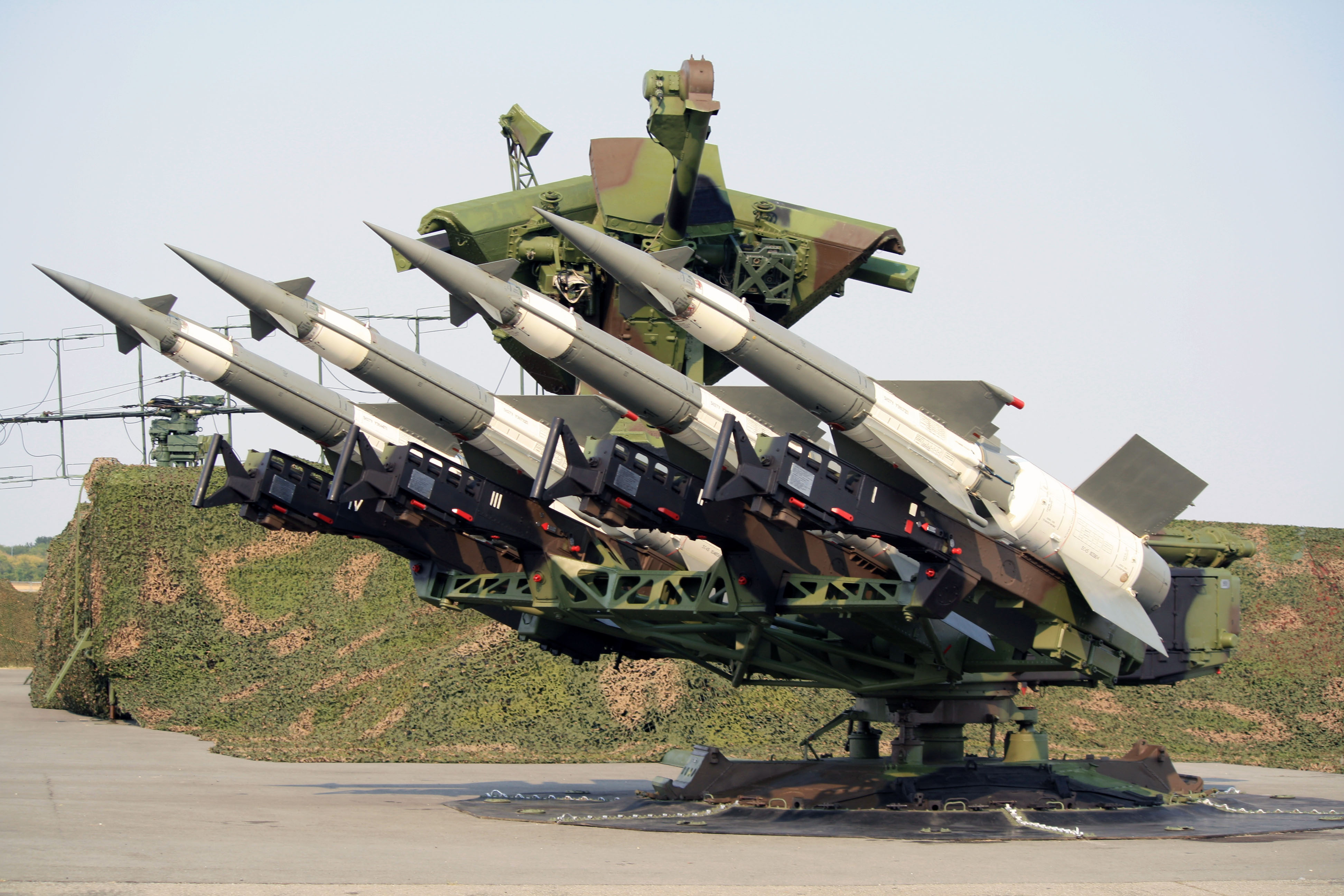
Wyrzutnia rakiet S-125 „Newa” z jugosłowiańskiej 250 brygady obrony przeciwlotniczej

Wykonany w technologii stealth, samolot F-117 używany był wcześniej w czasie amerykańskiej inwazji na Panamę i podczas I wojny w Zatoce Perskiej. Jego skuteczność w precyzyjnych atakach na wybrane cele przeciwnika, zwłaszcza w czasie wojny w zatoce, była znaczna. Wyposażone w nie jednostki wykonywały powierzone im misje zawsze z sukcesem, a przede wszystkim bez strat własnych. Sprzyjało to szybkim narodzinom jego legendy, lansowanej zwłaszcza przez mass-media, jako samolotu niewidzialnego dla radarów, a tym samym niepokonanego. W Stanach Zjednoczonych wyrósł na prawdziwą „gwiazdę” wojny w zatoce. Jednak w fachowej literaturze poświęconej F-117 pisano co najwyżej o samolocie „trudno wykrywalnym” i podkreślano bardzo słabą manewrowość i stosunkowo małą prędkość konstrukcji (poniżej Mach 1).

## Wojna w Jugosławii
22 marca 1999 NATO rozpoczęło interwencję w Jugosławii. W ramach operacji lotniczej o kryptonimie Allied Force 24 marca rozpoczęto regularne bombardowania celów na terenie republiki. W akcji zostały także użyte samoloty F-117. Trudno już dziś powiedzieć, jakie rozeznanie miał sojusz o jugosłowiańskiej obronie przeciwlotniczej. W poprzednich latach stracił już w Jugosławii kilka nowoczesnych maszyn, jeśli jednak użył samolotów stealth, najprawdopodobniej nie lekceważył jej zupełnie. Pomimo to F-117 wysłany został bez żadnej osłony i po raz czwarty z rzędu tą samą trasą.
Serbowie mieli na swoim wyposażeniu radzieckie radary pracujące na długości fal do 2 metrów (bardzo skuteczne na dużych odległościach) oraz zaprojektowane do lokalizacji trudno wykrywalnych celów stacje przechwytywania P-12 Jenisjej i P-18 Terek. Wprowadzone do użytku w początkach lat 60. i 70. XX w., obok zestawów rakiet przeciwlotniczych KUB i Newa, nie budziły jednak większego niepokoju dowództwa sojuszu jako zbyt przestarzałe. Paradoksalnie archaiczność była ich atutem – technologia stealth była opracowana dla bardziej nowoczesnych nadajników pracujących na fali długości mierzonej w decymetrach.

## Zestrzelenie

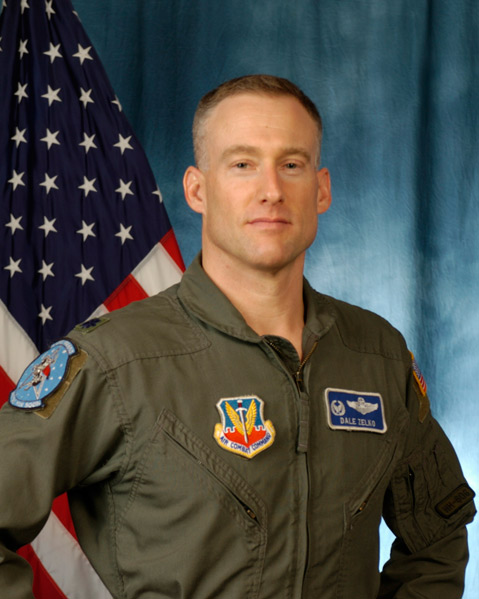
Pilot zestrzelonej maszyny Darrell P. Zelko (2012)

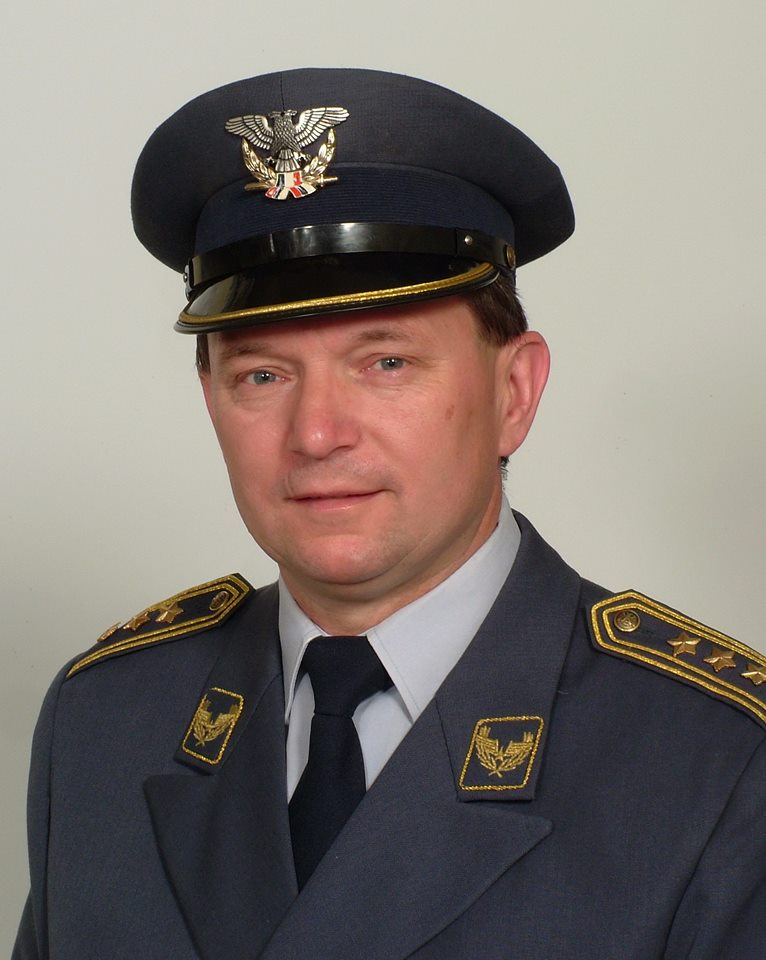
Zoltan Dani – dowódca 3 dywizjonu 250 brygady przeciwlotniczej, której rakiety zestrzeliły amerykańską maszynę (2017)

27 marca cztery (według innych źródeł trzy) F-117 z 7 Dywizjonu Myśliwskiego z 49 Skrzydła Myśliwskiego USAF powracały do bazy lotniczej w Aviano (Włochy) z misji nad Belgradem. Jeden z nich o numerze seryjnym 82 806, pilotowany przez kpt. Darrella P. Zelko (kod VEGA-31) po godz. 20 znalazł się w zasięgu operacyjnym 3 dywizjonu 250 brygady obrony przeciwlotniczej broniącej Belgradu i wyposażonej w zestawy S-125. Po raz pierwszy został wykryty w odległości 14–15 km od jej stanowisk. Jednak pierwsza próba rozpoczęcia procedury odpalenia nie powiodła się – rakietowcy nie byli w stanie utrzymać stabilnego echa radarowego samolotu (trudno wykrywalnego) na tyle długo, by przeprowadzić skuteczny atak. Sprawę dodatkowo komplikował fakt, że mieli surowy zakaz włączania radaru na dłużej niż kilka sekund, z obawy przed natowskimi pociskami przeciwradarowymi. Ponownie samolot namierzono przy drugim uruchomieniu radaru, gdy wykryto go w odległości 13 km. Tym razem sygnał był odbierany na tyle długo i wyraźnie, by ustalić niezbędne dla odpalenia rakiet dane o locie samolotu. W odstępach pięciosekundowych wystrzelono trzy pociski, z których jeden osiągnął cel na zasadzie inicjacji zapalnika zbliżeniowego (jego głowica wybuchała w odległości skutecznego rażenia). Maszyna spadła w miejscowości Buđanovci (serb. Буђановци – 44°54′N 19°52′E/44,900000 19,866667) o godz. 20:40, a 39-letni pilot przeżył (zdążył się katapultować) i sześć godzin później został bezpiecznie ewakuowany przez komandosów z 21. Special Operations Squadron z bazy NATO w Tuzli.
Ogniem jugosłowiańskim kierował zastępca dowódcy brygady płk. Zoltan Dani i to jego uznaje się dziś za „człowieka, który zestrzelił F-117”. Jak później twierdził, posługiwał się zmodyfikowanym zestawem rakiet systemu przeciwlotniczego, który wszedł do uzbrojenia w 1961, jednak szczegółów modyfikacji nie podawał, zasłaniając się tajemnicą wojskową.

## Następstwa

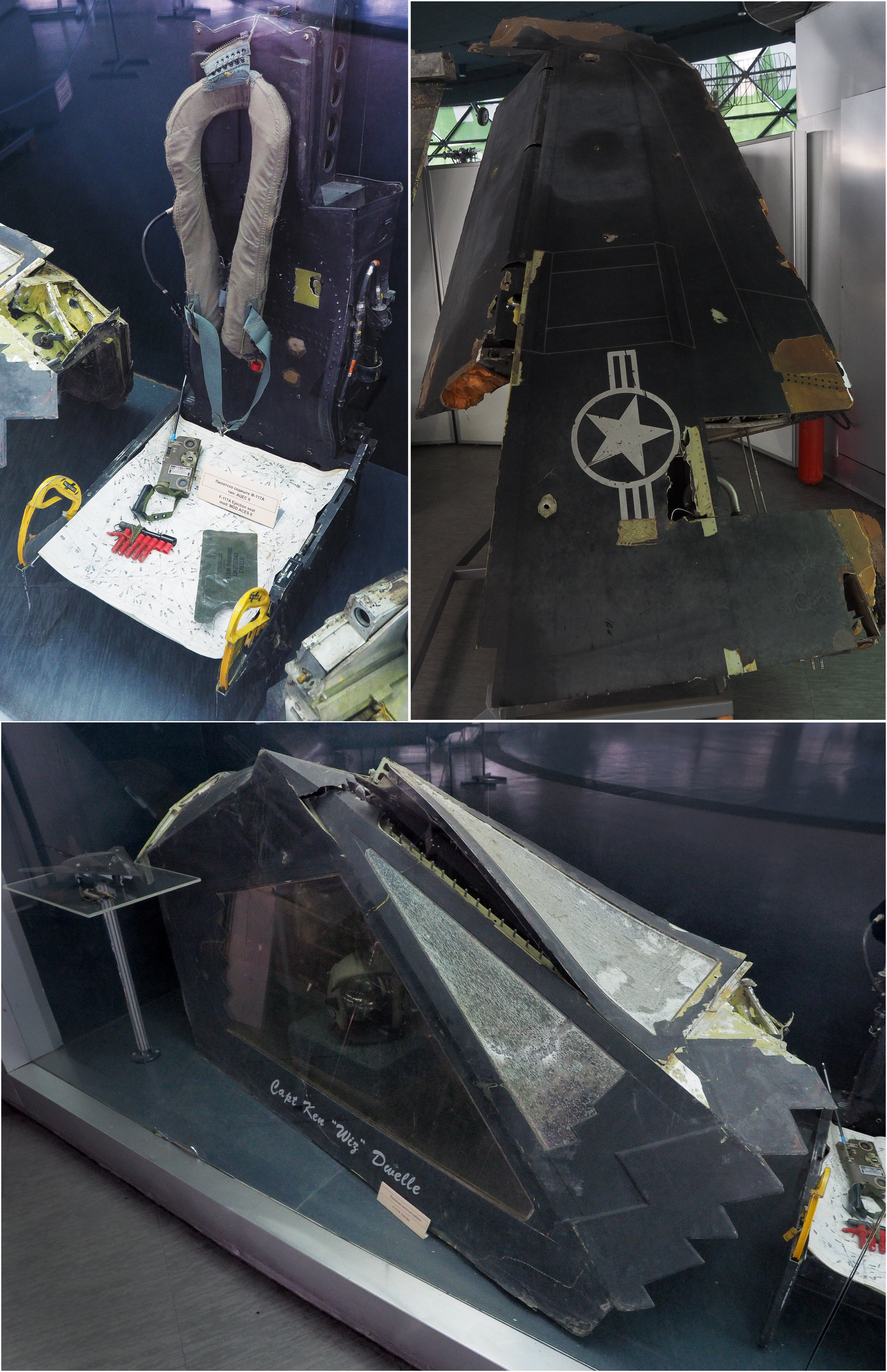
Szczątki zestrzelonego F-117 w Muzeum Lotnictwa w Belgradzie.

Następnego dnia przedstawiciel Pentagonu Ken Bacon oficjalnie potwierdził utratę jednej maszyny F-117 nad Jugosławią. Co do przyczyn podał możliwość awarii lub zestrzelenia (nie wykluczył żadnej z nich).
Według znanego amerykańskiego dziennika USA Today, zestrzelenie wywołało wątpliwości nie tylko co do projektu F-117, ale i całej technologii stealth, na której bazować miała nowa generacja samolotów USAF. W 2006 USAF rozpoczęło wycofywanie F-117 ze służby (ostatni odszedł w kwietniu 2008), pomimo że pierwotnie planowano zrobić to dopiero w roku 2011. Niektórzy komentatorzy wiązali tę decyzję z faktem, że przeciwnicy Stanów Zjednoczonych są w stanie skutecznie atakować „niewidzialne” samoloty i to przy użyciu przestarzałych systemów obronnych.
Amerykańskie władze wielokrotnie i bezskutecznie domagały się od Jugosławii zwrotu szczątków zestrzelonej maszyny. Ich największa ilość znajduje się obecnie w Muzeum Lotnictwa w Belgradzie. Jednak w opinii jego pracowników jest to tylko ok. 75 procent maszyny. Najważniejsze jej części, w tym elementy nowoczesnej elektroniki, znajdują się poza Serbią. Belgradzka prasa spekulowała swego czasu, że znalazły się one w Rosji.